# Gignac, Lot
Gignac (occitanska: Ginhac) är en kommun i departementet Lot i regionen Occitanien i södra Frankrike. Kommunen ligger i kantonen Souillac som tillhör arrondissementet Gourdon. År 2022 hade Gignac 683 invånare.

## Befolkningsutveckling
Antalet invånare i kommunen Gignac
| Referens: INSEE |